# آبرتامی
آبرتامی (به لاتین: Abertamy) یک شهرک در جمهوری چک است که در منطقه کارلووی واری که در واقع شده‌است.

## خصوصیات
آبرتامی ۱٬۳۲۳ نفر جمعیت دارد.